# Колеция крестовидная
Коллеция крестовидная (лат. Colletia paradoxa)  — небольшой, сильно ветвистый кустарник рода Коллетия из засушливых горных районов Южной Бразилии и Уругвая. Жёсткие сизо-зелёные ветви густо усажены крупными, плоскими, треугольными, острыми колючками. Их крестообразное расположение дало название виду.
Немногочисленные, мелкие, эллиптические листья появляются только на молодых побегах и ко времени цветения быстро опадают.
Мелкие, зеленовато-белые, бокаловидные цветки были бы совсем незаметны, если бы не их обилие. Они поодиночке или в небольших пучках по 2-4 цветка располагаются у основания колючек. Цветение весной и очень часто повторяется осенью. Цветы ароматны, опыляются бабочками-бражниками.
Плоды сухие и кожистые быстро распадаются на 3 косточки.
Очень засухоустойчива и морозостойка (-30°С). Коллеция представляет собой раскидистый кустарник высотой до 3 м, шириной 5 м. Листья практически отсутствуют (линейные небольшие листочки появляются только на молодых побегах и опадают к моменту цветения), но вместо них куст усеян плоскими серо-голубыми шипами, шириной до 4 см. В октябре распускаются мелкие (длиной до 4 мм) бокаловидные, белые, душистые цветки с ароматом черёмухи; цветет продолжительно до декабря; иногда и весной: апрель-май, но весеннее цветение не такое обильное и продолжительное.
Легко размножается полуодревесневшими черенками и семенами.
На осыпающихся голых каменистых склонах пустынных плато удивительно причудливые деревца коллеции создают фантастический пейзаж и, может поэтому, в Бразилии местные жители называют её «марсианское дерево». Что не мешает им широко использовать колючий кустарник для создания живых изгородей.
В Никитском ботаническом саду коллеция крестовидная растет на горке, которая украшена копией известной скульптуры «Мальчик вытаскивающий заносу».